# 奧飛驒溫泉口站

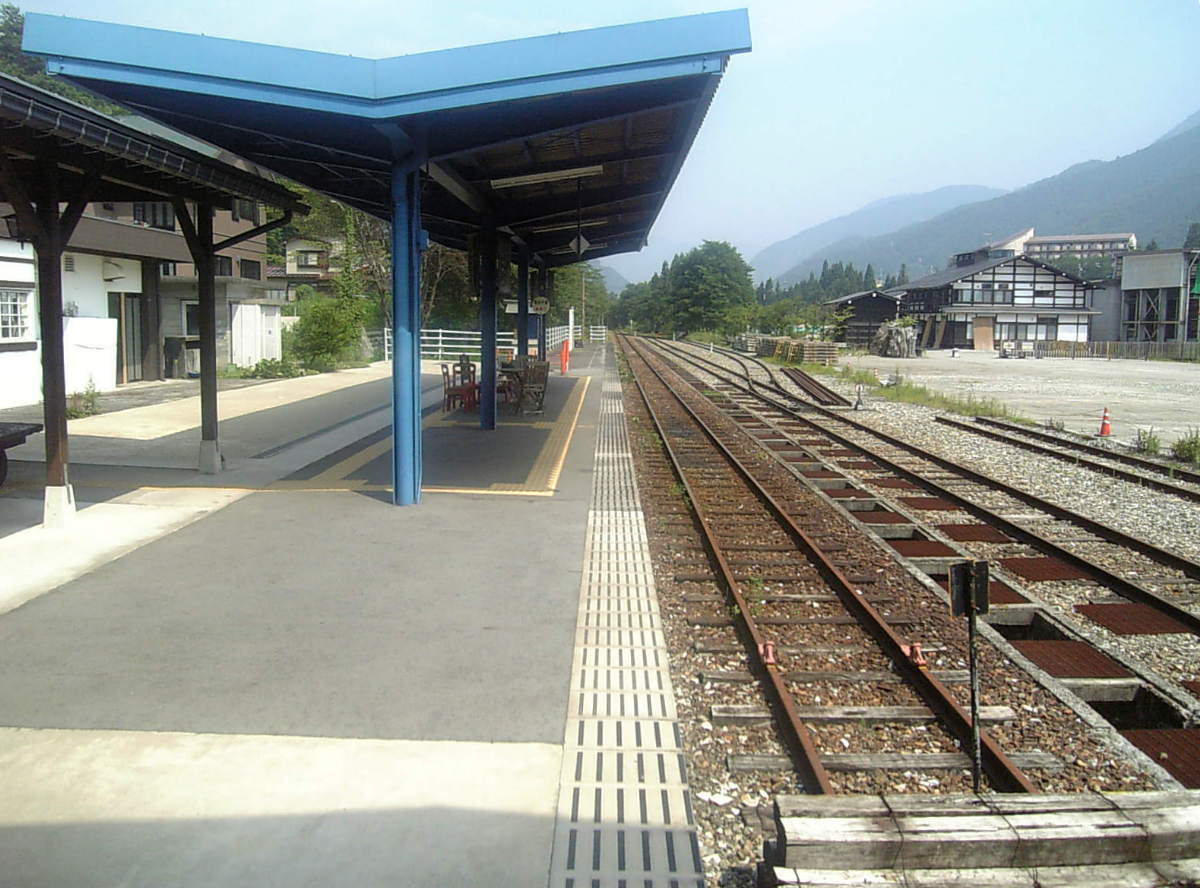
月台（2006年8月）

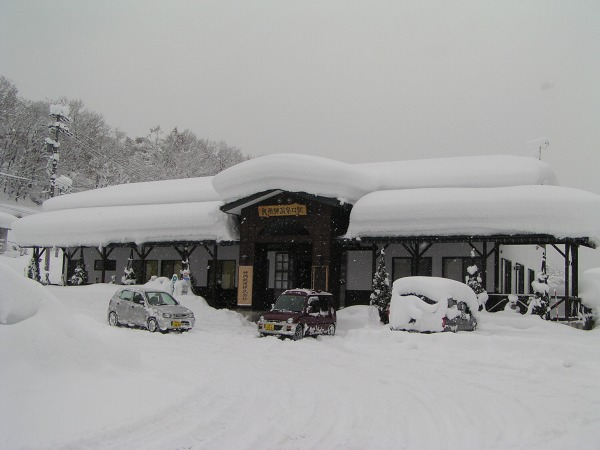
冬天的奧飛驒溫泉口站（2005年12月）

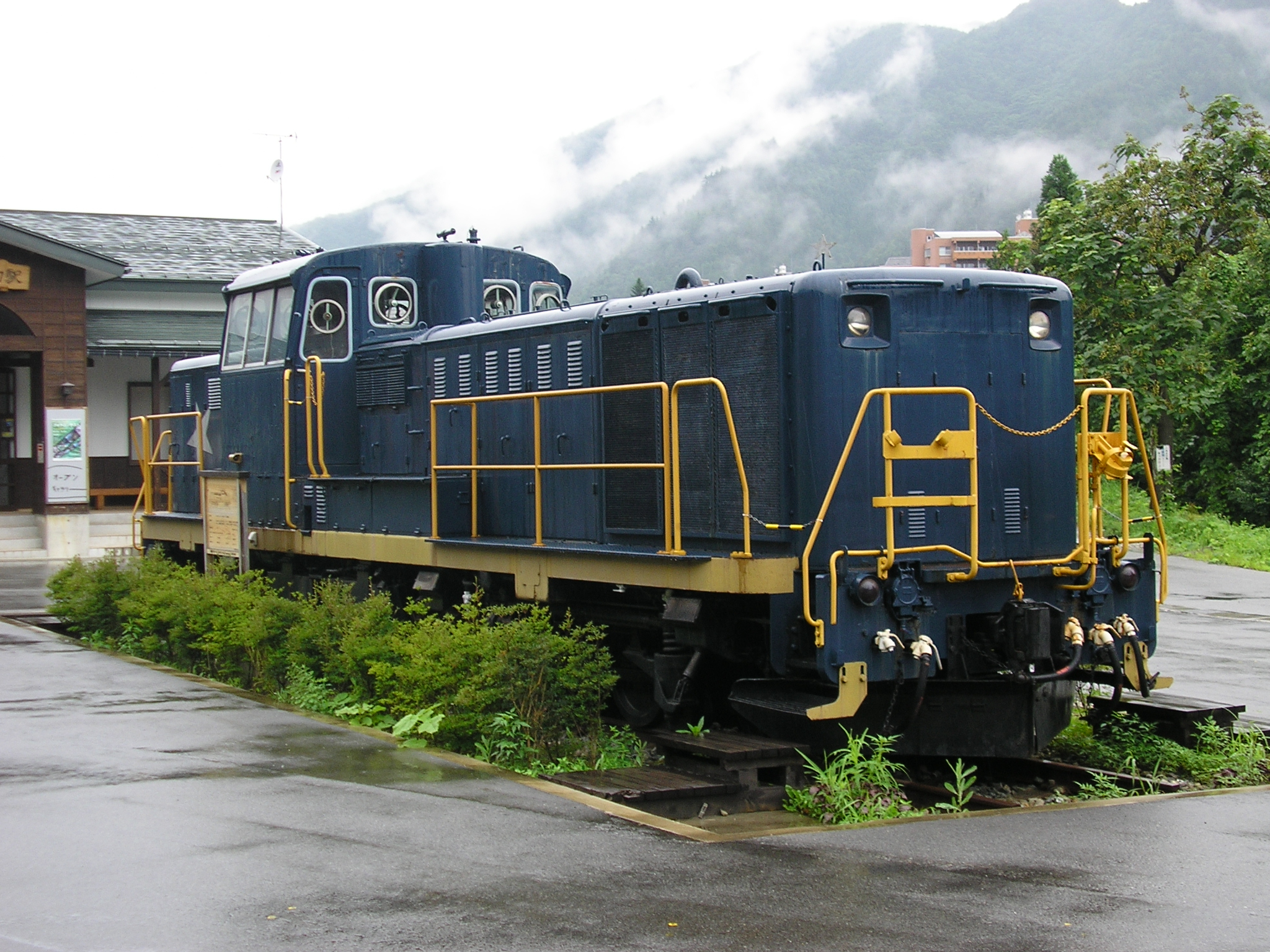
站前靜態保存的KMDE101

奧飛驒溫泉口站（日语：／ Okuhida-Onsenguchi eki */?）是位於岐阜縣飛驒市神岡町東雲，神岡鐵道的神岡線車站（廢站）。
現時，此站遺址設有觀光用的路軌單車體驗活動（後述）。

## 歷史
- 1966年（昭和41年）10月6日 - 日本國有鐵道（國鐵）神岡線神岡站啟用[1]。當時可處理旅客和貨物[1]。
- 1981年（昭和56年）11月20日 - 結束處於貨物[1]。
- 1984年（昭和59年）
  - 2月1日 - 結束處理行李[1]。
  - 10月1日 - 神岡鐵道繼承神岡線[1]。車站改名為奧飛驒溫泉口站。
- 2002年（平成14年）12月16日 - 第二代車站大樓落成[2]。神岡鐵道總部遷移至此站[2]，開設旅行中心。
- 2006年（平成18年）12月1日 - 車站廢除。

## 車站構造
截至車站廢除前，車站是一座地面車站，設有1面1線的單式月台和留置線。此站設有夜間停泊，列車會折返至神岡礦山前站。曾經此站設有1面2線的島式月台。在末期只使用單邊月台。此站是無人車站，車站大樓內設有1台自動售票機。神岡鐵道內，此站與神岡礦山前站是唯二可於站內購入車票的車站。
在神岡鐵道接管後，於2002年建成第二代車站大樓，為一座木製一層高建築物。大樓內設有候車室和神岡鐵道總部，也設有同公司經營的旅行中心。旅行中心在末期被關閉。第一代車站大樓（混凝土平房建築物）位於月台旁邊並且還存在，該處變成了咖啡店「明太郎」。廁所位於舊車站大樓旁。
月台設有布袋的木像。

## 車站周邊
車站位於舊阿曾布村中心。高原川位於西邊，河流對面岸和車站西邊設有許多住宅。
站前設有巴士路線駛入，這些路線可前往奧飛驒溫泉鄉（平湯溫泉等）。但是，此站不能夠作為奧飛驒的玄關口，這是由於車站位於神岡町中心外圍，加上JR東海高山本線高山站也設有另一條路線前往奧飛驒地區。
此站至神岡大橋站之間設有一條行人路，與路軌並行。
站前廣場設有一個牽引貨運列車專用的KMDE101（前國鐵DE10）作靜態保存，後來在2007年2月拆毀。
在國鐵時代，此站距離起點的營業距離為20.3公里。而神岡鐵道時代，距離縮短至19.9公里，這是由於第二代車站大樓位於第一代車站大南南邊400米處。柴油機車存放在第一代車站大樓附近。中途設有平交道。此路線曾經計劃繼續延伸至平湯（信富線），當中部分路段被用作神岡陶瓷的專用線。

## 現況
在4月至11月之間除了星期三，此站至神岡礦山前站之間設有觀光用的路軌單車「路軌爬山單車」之體驗活動。在2017年4月起，作為推廣飛驒市的「Lost・Line・Park構想」，展出了廢線前行走的KM-100形KM-101「奧飛驒1號」。

## 相鄰車站
神岡鐵道
神岡線
神岡大橋－奧飛驒溫泉口

## 注腳
1. 1 2 3 4 5 6  石野哲（編）. . JTB. 1998: 173. ISBN 978-4-533-02980-6 （日语）.
2. 1 2  . RAIL FAN (鐵道友之會). 2003-03-01, 50 (2): 25.
3. ↑  川島令三著 全國鐵道事情大研究 名古屋北部、岐阜編2 p224
4. ↑  ロストラインフェスティバル in 神岡 （页面存档备份，存于）（日語）

## 外部連結
- 國土地理院地圖參閲服務 （页面存档备份，存于）（日語） - 奧飛驒溫泉口站周邊1/25000地形圖 （页面存档备份，存于）（日語）
- 「路軌爬山單車」官方網站 （页面存档备份，存于）（日語）